# 朱杨镇
朱杨镇，是中华人民共和国重庆市江津区下辖的一个乡镇级行政单位。

## 行政区划
朱杨镇下辖以下地区：
振兴社区、利民社区、板桥社区和桥坪村。